# 47. Infanterie-Division (Wehrmacht)
Die 47. Infanterie-Division war ein Großverband des Heeres der  deutschen Wehrmacht im Zweiten Weltkrieg.

## Divisionsgeschichte

### 156. Reserve-Division
Die Division wurde am 5. Oktober 1942 als 156. Reserve-Division durch eine Umgliederung der Division Nr. 156 aufgestellt. Sie wurde am 12. Februar 1943 an die Kanalküste im Raum Ardres südlich von Calais verlegt. Am 2. Februar 1944 wurde die 156. Reserve-Division aufgelöst und in die 47. Infanterie-Division umgegliedert.

### 47. Infanterie-Division
Nach der Aufstellung wurde die Division zwischen Calais und Boulogne-sur-Mer zum Küstenschutz eingesetzt. Im August 1944 wurde die 47. Infanterie-Division der 5. Panzerarmee zugeführt, die gegen die bei der Operation Overlord gelandeten alliierten Truppen kämpfte. Die 47. Infanterie-Division wurde dann an Paris vorbei nach Mons abgedrängt, dort eingekesselt und vernichtet.

### 47. Volksgrenadier-Division
Die Division wurde in Aarhus in Dänemark Mitte September 1944 als 47. Volksgrenadier-Division durch eine Umgliederung der 577. Grenadier-Division neu aufgestellt und im März 1945 im Raum Bergzabern vernichtet, wobei die Reste des Personals in amerikanische Kriegsgefangenschaft gingen.

## Gliederung
156. Reserve-Division
- Reserve-Grenadier-Regiment 26
- Reserve-Grenadier-Regiment 227
- Reserve-Grenadier-Regiment 254
- Reserve-Artillerie-Regiment 26
- Radfahr-Schwadron 1056
- Divisions-Nachschubführer 1056

47. Infanterie-Division
- Grenadier-Regiment 103
- Grenadier-Regiment 104
- Grenadier-Regiment 115
- Füsilier-Bataillon 147
- Artillerie-Regiment 147
- Panzerjäger-Kompanie 147
- Feldersatz-Bataillon 147
- Pionier-Bataillon 147
- Infanterie-Divisions-Nachrichten-Abteilung 147
- Divisions-Nachschubführer 147

47. Volksgrenadier-Division
- Grenadier-Regiment 103
- Grenadier-Regiment 104
- Grenadier-Regiment 115
- Artillerie-Regiment 147
- Divisions-Füsilier-Kompanie 47
- Divisions-Einheiten 147

## Kommandeure
| Name              | Rang                | Dienstzeit                                                                                           |
| ----------------- | ------------------- | --- |
| Richard Baltzer   | Generalleutnant     | 5. Oktober 1942 bis 1. Dezember 1943 (seit dem 25. Mai 1943 erkrankt)                                |
| Johannes Nedtwig  | Oberst/Generalmajor | 8. Juli 1943 (mit der stellvertretenden Führung beauftragt); 1. August 1943 (zum Kommandeur ernannt) |
| Richard Baltzer   | Generalleutnant     | 15. August 1943 bis 1. Dezember 1943                                                                 |
| Otto Elfeldt      | Generalleutnant     | 27. Dezember 1943 bis 30. Juli 1944 (anschließend mit der Führung des LXXXIV. Armeekorps beauftragt) |
| Carl Wahle        | Generalmajor        | 30. Juli bis 4. September 1944                                                                       |
| Siegfried Macholz | Generalleutnant     | 4. September 1944 bis 18. September 1944                                                             |

## Bekannte Divisionsangehörige
- Lothar Freutel: Kommandeur des Reserve-Artillerie-Regiments 26 von Januar 1943 bis zur Auflösung